# Francesco Losavio
Francesco Losavio (* um 1984 in Conversano) ist ein italienischer Jazzmusiker (Kontrabass, Komposition).

## Leben und Wirken
Losavio begann mit zwölf Jahren als Autodidakt E-Bass zu spielen. Im Alter von 16 Jahren entdeckte er die Welt des Jazz. Ab 2004 studierte er Kulturmanagement an der Universität Florenz. Ab 2012 studierte er im Jazzstudiengang der Universität Siena bis zum Bachelor 2016 bei Silvia Bolognesi, Ferruccio Spinetti und Pietro Leveratto. In der Schweiz vertiefte er ab 2018 seine Studien und erwarb 2020 einen Master in Jazz Performance bei Heiri Känzig, Bänz Oester und Christian Weber an der Hochschule Luzern sowie 2022 einen weiteren Master in Musikpädagogik an der Zürcher Hochschule der Künste. Daneben hatte er die Möglichkeit, an Workshops mit u. a. Furio Di Castri, Matt Penman, Stefano Battaglia, Mark Turner, Reuben Rogers, Claudio Fasoli, Theo Bleckmann, John Taylor, Tim Berne und Steve Lehman teilzunehmen.
Seit 2012 trat Losavio mit vielen Jazz-Ensembles auf, unter anderem mit dem Quartett «switalo jazz» um Lucio Marelli, mit dem 2017 das Album switCH/IT! entstand. In der Schweiz arbeitete er mit Musikern wie Larry Grenadier, Dominique Girod, Michael Formanek, Susanne Abbuehl, David Virelles, Christoph Grab, Perico Sambeat, Jean-Paul Brodbeck oder Nat Su. Mit Nino Wenger, Lukas Gernet und Sascha Frischknecht gründete er sein eigenes Quartett, dessen Album Directions im März 2021 bei Altrisuoni erschien. Er tourte in Italien, Spanien, Schweden, den Niederlanden, der Schweiz und Deutschland. Zudem gehört er zu Chiara Schönfelds Band «Itakiry» (gleichnamiges Album 2022) und zum Trio von Florestan Berset mit Norbert Pfammatter und ihm, dessen Album «A Vol d’Oiseau» 2024 bei Fundacja Słuchaj veröffentlicht wurde.